# Garda Golf & Country Club
De Garda Golf & Country Club ligt in Soiano del Lago, ten Westen van het Gardameer. 
Gardagolf ligt op een terrein van 110 hectare. Het complex bestaat uit een 27-holes golfbaan, enkele tennisbanen en een zwembad.

## De golf
De drie 9 holesbanen worden de rode, blauwe en gele baan genoemd. Zij werden aangelegd door architectenbureau Cotton, Penninck, Steel & partners. De club werd in de 80'er jaren opgericht en kreeg in 1986 toestemming om de baan aan te leggen. Het clubhuis is gepleisterd en okerkleurig, en in klassieke stijl gebouwd.
Het beroemdste lid is de jonge Matteo Manassero, die in 2009  het Brits amateurkampioenschap won en sinds oktober 2009 de beste amateurspeler op de wereldranglijst is. Hij werd in mei 2010 professional. Nino Bertasio speelt ook in het nationale team. Hij won in 2008 het Italiaans Amateur, en is in 2010 de 34ste op de wereldrangorde. Hij wordt waarschijnlijk ook in 2010 professional.

## Toernooien
- 1990: Italiaans Open voor dames, gewonnen door Florence Descampe
- 1993: Kronenbourg Open gewonnen door Sam Torrance
- 1997: Italiaans Open gewonnen door Bernhard Langer
- 2003: Italiaans Open gewonnen door Mathias Grönberg